# Lac Blue Sea
Lac Blue Sea är en sjö i Kanada.   Den ligger i regionen Outaouais och provinsen Québec, i den sydöstra delen av landet, 90 km norr om huvudstaden Ottawa. Lac Blue Sea ligger 165 meter över havet. Arean är 14,0 kvadratkilometer. Den sträcker sig 7,8 kilometer i nord-sydlig riktning, och 3,5 kilometer i öst-västlig riktning.
I omgivningarna runt Lac Blue Sea växer i huvudsak blandskog. Runt Lac Blue Sea är det mycket glesbefolkat, med 6 invånare per kvadratkilometer.